# David Charbit
Pour les articles homonymes, voir Charbit.
 (septembre 2020).
David Charbit, dit « l'Hébreu » (né le 30 novembre 1861 à Oran et mort le 18 février 1927 à Oran) est un homme d'affaires français.

## Biographie
Né en Algérie, dans une famille française, il étudie le droit en Espagne avant de démarrer une activité de négociant en matières premières au Maroc. Durant cette période, il constitue le socle de son ascension sociale, tissant des liens étroits avec la monarchie marocaine alaouite, le sultan Hassan Ier, mais surtout le roi Abd el-Aziz. Il crée une compagnie de transports maritimes qu'il installe en territoire britannique à Gibraltar, carrefour du transit marchand méditerranéen, puis à Melilla.
Vers 1890, ses liens politiques et sa nationalité française lui permettent de jouer un rôle clef dans les négociations des exploitations minières nord-marocaines. À la même époque, il crée une banque à Melilla, orientant ses affaires vers l'exploitation de l'or et du fer des massifs montagneux marocains. 
Dès le début du XXe siècle, avec le soutien de l'Espagne, et de son armée, il organise plusieurs expéditions qui aboutissent en 1908 lors d'un épisode mémorable à une négociation de l'exploitation des mines du Rif avec le chef patriarcal El Rogui propriétaire du site. Il constitue alors la Société d'exploitation des mines du Rif aujourd'hui SEFERIF. 
Père de la campagne du Rif, il participera au développement des chemins de fer du nord marocain. Il meurt au sortir de la Première Guerre mondiale, laissant derrière lui un important patrimoine financier, dont la majeure partie sera nationalisée par le régime franquiste après la guerre d'Espagne.

## Famille
Père de très nombreux enfants, David Charbit avait notamment une fille, Suzanne. Celle-ci épousa l'homme politique Jules Gasser, sénateur de l'Algérie française et candidat malheureux à l'élection présidentielle française de 1947. Suzanne Gasser, née Charbit, épousa Jules Gasser alors que celui-ci est veuf.